# NO - Never Outside!
NO, sottotitolato Never Outside! solo in una schermata introduttiva, è un videogioco di avventura testuale illustrata pubblicato nel 1988 per Commodore 64 dalla Lankhor. È caratterizzato da elementi di ruolo, interfaccia grafica relativamente complessa a puntatore, e ambientazione fantasy.

## Trama
Un tranquillo impiegato ed ex pilota è sposato con un'archeologa, che sta lavorando a un'improbabile teoria secondo cui certi popoli antichi erano governati dalla magia. La moglie vola dalla Francia al Messico per un importante reperto, ma al ritorno il suo aereo di linea scompare nel Triangolo delle Bermude con tutti i passeggeri. Dopo aver avuto un'inquietante visione, l'impiegato parte alla ricerca della moglie, e mentre sorvola la zona con un piccolo aereo viene risucchiato da una forza misteriosa. Si risveglia seduto presso una fontana in uno sconosciuto villaggio medievale e in questo punto ha inizio l'avventura. Lo aiutano tre abitanti, che si oppongono al regime dello stregone che domina questo luogo. Dopo aver affrontato mostri, magie e luoghi inquietanti, l'obiettivo finale è ritornare alla propria epoca con la moglie con una specie di macchina del tempo.

## Modalità di gioco
A inizio partita, mentre il protagonista senza nome è predefinito, si possono selezionare i tre personaggi che lo accompagnano (privi di ritratto), partendo da alcuni preimpostati o creandoli da zero. Le classi disponibili sono ladro, acrobata, guerriero, viaggiatore, guru e scuffyx, ma non vengono date spiegazioni su di esse neppure nel manuale. Per ciascuno si può distribuire un punteggio tra le caratteristiche resistenza, forza, intelligenza, agilità e magia. In partita i personaggi si selezionano e controllano uno alla volta in modo indipendente, ma c'è un'opzione per farli spostare automaticamente in gruppo.
La schermata di gioco è divisa a metà: in alto è visibile un'immagine statica del luogo attuale, a volte con piccole animazioni, e in basso un'area per la descrizione testuale e per il sistema di controllo. Le due metà si invertono di posto quando il personaggio controllato è uno dei tre secondari. Tutti i comandi si danno tramite un puntatore mosso dal joystick, per alcuni ci sono anche scorciatoie da tastiera. L'interfaccia è costituita da una barra dei menu sopra il testo e da un gruppo di sei icone principali sulla sinistra. Le finestre dei messaggi vengono sovraimposte all'interfaccia e hanno lo stile di pergamene. I testi sono scritti con caratteri gotici. NO venne pubblicato con localizzazioni in francese, inglese e tedesco.
Dai menù si accede a varie funzioni tra cui la selezione e lo stato dei personaggi, gli spostamenti nelle direzioni cardinali, la mappa della regione, l'immagine degli eventuali personaggi o mostri incontrati. Le icone invece attivano salvataggio, spostamento con cursore, azione ovvero una barra di altre 20 icone per azioni particolari, inventario grafico, elenco dei personaggi ed elenco grafico degli oggetti presenti nel luogo attuale (di solito personaggi e oggetti mobili non sono mostrati nell'immagine dello scenario). Un'opzione chiamata auto-inventario permette di mostrare automaticamente, non appena si arriva nei luoghi, gli elenchi di personaggi e oggetti e le direzioni disponibili. Alcuni comandi, come esaminare e andare, permettono di interagire direttamente con un cursore sullo scenario, come in un'avventura grafica.

## Storia
NO fu il primo prodotto commerciale dei belgi Yves Grolet e Franck Sauer, rispettivamente programmatore e grafico, che formarono ancora minorenni il gruppo Ordilogic e in seguito lavorarono a diversi progetti più noti per la Ubisoft e altre. NO venne realizzato nell'arco di tre anni e completato nel 1987, ma effettivamente pubblicato dall'editrice francese Lankhor all'inizio del 1988 a causa di ritardi nelle traduzioni. Il software occupa ben 6 dischetti da 5,25" (tre a doppia faccia), principalmente a causa delle numerose immagini contenute. L'illustrazione di copertina e più ancora della schermata dei titoli sono fortemente ispirate alla copertina dell'album musicale Live After Death. Secondo Franck Sauer il gioco originale vendette solo circa 400 copie, probabilmente coprendo appena i costi di pubblicazione, e gli autori non ricevettero compensi.
In seguito è divenuto una rarità per il collezionismo; nel 2014 una copia venne venduta per oltre 800 euro.